# دسته‌های وزنی کشتی
در بیشتر سبک‌های کشتی، حریفان بر اساس رده وزنی همسان می‌شوند. گرچه دسته‌بندی جهانی و المپیکی وجود دارد، لیکن برخی از کشورها در مسابقات داخلی از رده‌های وزنی متفاوتی استفاده می‌کنند.

## اوزان المپیک و بین‌المللی
در رقابت‌های بین‌المللی، کشتی آزاد مردان، کشتی فرنگی مردان، و کشتی زنان از سال ۲۰۱۸ میلادی از وزن‌های زیر استفاده می‌کنند:

### کشتی آزاد مردان
- ۵۷ کیلوگرم (۱۲۵ پوند)
- ۶۱ کیلوگرم (۱۳۴ پوند) (وزن غیر المپیکی)
- ۶۵ کیلوگرم (۱۴۳ پوند)
- ۷۰ کیلوگرم (۱۵۴ پوند) (وزن غیر المپیکی)
- ۷۴ کیلوگرم (۱۶۳ پوند)
- ۷۹ کیلوگرم (۱۷۴ پوند) (وزن غیر المپیکی)
- ۸۶ کیلوگرم (۱۹۰ پوند)
- ۹۲ کیلوگرم (۲۰۳ پوند) (وزن غیر المپیکی)
- ۹۷ کیلوگرم (۲۱۴ پوند)
- ۱۲۵ کیلوگرم (۲۷۶ پوند)

### کشتی فرنگی مردان
- ۵۵ کیلوگرم (۱۲۱ پوند) (وزن غیر المپیکی)
- ۶۰ کیلوگرم (۱۳۲ پوند)
- ۶۳ کیلوگرم (۱۳۹ پوند) (وزن غیر المپیکی)
- ۶۷ کیلوگرم (۱۴۸ پوند)
- ۷۲ کیلوگرم (۱۵۹ پوند) (وزن غیر المپیکی)
- ۷۷ کیلوگرم (۱۷۰ پوند)
- ۸۲ کیلوگرم (۱۸۱ پوند) (وزن غیر المپیکی)
- ۸۷ کیلوگرم (۱۹۲ پوند)
- ۹۷ کیلوگرم (۲۱۴ پوند)
- ۱۳۰ کیلوگرم (۲۸۷ پوند)

### کشتی بانوان
- ۵۰ کیلوگرم (۱۱۰ پوند)
- ۵۳ کیلوگرم (۱۱۷ پوند)
- ۵۵ کیلوگرم (۱۲۱ پوند) (وزن غیر المپیکی)
- ۵۷ کیلوگرم (۱۲۶ پوند)
- ۵۹ کیلوگرم (۱۳۰ پوند) (وزن غیر المپیکی)
- ۶۲ کیلوگرم (۱۳۷ پوند)
- ۶۵ کیلوگرم (۱۴۳ پوند) (وزن غیر المپیکی)
- ۶۸ کیلوگرم (۱۵۰ پوند)
- ۷۲ کیلوگرم (۱۵۹ پوند) (وزن غیر المپیکی)
- ۷۶ کیلوگرم (۱۶۸ پوند)

## وزن‌های بین‌المللی جوانان

### برای کشتی آزاد و فرنگی مردان
از سال ۲۰۱۹، کشتی آزاد بین‌المللی و کشتی فرنگی برای جوانان پسر به سه رده سنی زیر پانزده سال، نوجوانان و جوانان تقسیم می‌شود.
زیر پانزده سال (جوانان پسر ۱۴ تا ۱۵ ساله و همچنین جوانان پسر ۱۳ ساله با گواهی پزشکی و مجوز والدین) در کشتی آزاد و/یا فرنگی در ۱۰ وزن زیر به رقابت می‌پردازند:
- ۳۴–۳۸ کیلوگرم (۷۵–۸۴ پوند)
- ۴۱ کیلوگرم (۹۰ پوند)
- ۴۴ کیلوگرم (۹۷ پوند)
- ۴۸ کیلوگرم (۱۰۶ پوند)
- ۵۲ کیلوگرم (۱۱۵ پوند)
- ۵۷ کیلوگرم (۱۲۶ پوند)
- ۶۲ کیلوگرم (۱۳۷ پوند)
- ۶۸ کیلوگرم (۱۵۰ پوند)
- ۷۵ کیلوگرم (۱۶۵ پوند)
- ۸۵ کیلوگرم (۱۸۷ پوند)

نوجوانان (نوجوانان پسر ۱۶ تا ۱۷ ساله و همچنین پسران نوجوان پانزده ساله با گواهی پزشکی و مجوز والدین) در کشتی آزاد و/یا کشتی فرنگی در ۱۰ وزن زیر به رقابت می‌پردازند:
- ۴۱ تا ۴۵ کیلوگرم (۹۰ تا ۹۹ پوند)
- ۴۸ کیلوگرم (۱۰۶ پوند)
- ۵۱ کیلوگرم (۱۱۲ پوند)
- ۵۵ کیلوگرم (۱۲۱ پوند)
- ۶۰ کیلوگرم (۱۳۲ پوند)
- ۶۵ کیلوگرم (۱۴۳ پوند)
- ۷۱ کیلوگرم (۱۵۷ پوند)
- ۸۰ کیلوگرم (۱۷۶ پوند)
- ۹۲ کیلوگرم (۲۰۳ پوند)
- ۱۱۰ کیلوگرم (۲۴۳ پوند)

جوانان (مردان ۱۸ تا ۲۰ سال و همچنین پسران جوان هفده ساله با گواهی پزشکی و مجوز والدین) در کشتی آزاد و/یا کشتی فرنگی در وزن‌های زیر به رقابت می‌پردازند:
- ۵۷ کیلوگرم (۱۲۶ پوند)
- ۶۱ کیلوگرم (۱۳۴ پوند)
- ۶۵ کیلوگرم (۱۴۳ پوند)
- ۷۰ کیلوگرم (۱۵۴ پوند)
- ۷۴ کیلوگرم (۱۶۳ پوند)
- ۷۹ کیلوگرم (۱۷۴ پوند)
- ۸۶ کیلوگرم (۱۹۰ پوند)
- ۹۲ کیلوگرم (۲۰۳ پوند)
- ۹۷ کیلوگرم (۲۱۴ پوند)
- ۱۲۵ کیلوگرم (۲۷۶ پوند)

جوانان بالای ۱۸ سال مجاز به شرکت در مسابقات بزرگسالان با گواهی پزشکی هستند.

### برای کشتی آزاد بانوان
از سال ۲۰۱۹، دختران جوان در یکی از چهار رده سنی زیر پانزده سال، نوجوانان و جوانان در کشتی آزاد در سطح بین‌المللی به رقابت می‌پردازند.
زیر پانزده ساله‌ها (جوانان دختر ۱۴ تا ۱۵ سال و جوانان دختر سیزده سال با گواهی پزشکی و مجوز والدین) در کشتی آزاد در ده وزن زیر به رقابت می‌پردازند:
- ۲۹ تا ۳۳ کیلوگرم (۶۴ تا ۷۳ پوند)
- ۳۶ کیلوگرم (۷۹ پوند)
- ۳۹ کیلوگرم (۸۶ پوند)
- ۴۲ کیلوگرم (۹۳ پوند)
- ۴۶ کیلوگرم (۱۰۱ پوند)
- ۵۰ کیلوگرم (۱۱۰ پوند)
- ۵۴ کیلوگرم (۱۱۹ پوند)
- ۵۸ کیلوگرم (۱۲۸ پوند)
- ۶۲ کیلوگرم (۱۳۷ پوند)
- ۶۶ کیلوگرم (۱۴۶ پوند)

نوجوانان (دختران جوان ۱۶ تا ۱۷ ساله و جوانان دختر پانزده ساله با گواهی پزشکی و مجوز والدین) در کشتی آزاد در ده وزن زیر به رقابت می‌پردازند:
- ۳۶ تا ۴۰ کیلوگرم (۷۹ تا ۸۸ پوند)
- ۴۳ کیلوگرم (۹۵ پوند)
- ۴۶ کیلوگرم (۱۰۱ پوند)
- ۴۹ کیلوگرم (۱۰۸ پوند)
- ۵۳ کیلوگرم (۱۱۷ پوند)
- ۵۷ کیلوگرم (۱۲۶ پوند)
- ۶۱ کیلوگرم (۱۳۴ پوند)
- ۶۵ کیلوگرم (۱۴۳ پوند)
- ۶۹ کیلوگرم (۱۵۲ پوند)
- ۷۳ کیلوگرم (۱۶۱ پوند)

جوانان (دختران جوان ۱۸ تا ۲۰ سال و جوانان دختر هفده سال با گواهی پزشکی و مجوز والدین) در کشتی آزاد در هشت وزن زیر به رقابت می‌پردازند:
- ۵۰ کیلوگرم (۱۱۰ پوند)
- ۵۳ کیلوگرم (۱۱۷ پوند)
- ۵۵ کیلوگرم (۱۲۱ پوند)
- ۵۷ کیلوگرم (۱۲۶ پوند)
- ۵۹ کیلوگرم (۱۳۰ پوند)
- ۶۲ کیلوگرم (۱۳۷ پوند)
- ۶۵ کیلوگرم (۱۴۳ پوند)
- ۶۸ کیلوگرم (۱۵۰ پوند)
- ۷۲ کیلوگرم (۱۵۹ پوند)
- ۷۶ کیلوگرم (۱۶۸ پوند)